# Marija Induss-Mucinieks
Marija Induss-Mucinieks, född 1904 i Roja fiskeläge, Kurland, Lettland, död 1974 i Uppsala, var en lettisk-svensk målare och, grafiker och tecknare. 
Hon var dotter till sjökaptenen Janis Mucinieks och Minna Ahl och gift med Janis Induss. Efter avslutad skolgång i Riga avlade hon studentexamen i Rubinsk 1923 och hon fortsatte sina studier för Rihards Zarrins vid Lettlands konstakademi 1924 och konsthantverk vid konsthantverksskolan i Riga samt grafik vid Institut supérieur des Beaux Arts i Antwerpen 1935-1936. Hon anställdes därefter som lärare i grafik vid Lettlands konstakademi. Hon kom som flykting till Sverige 1944 och var därefter verksam som konstnär i Uppsala. Under sin tid i Lettland medverkade hon i ett flertal samlingsutställningar, separat ställde hon ut i Hudiksvall, Göteborg, Malmö, Uppsala och på Galerie Raymond i Paris. För Sankta Maria domkyrka i Visby utförde hon minnesplaketten Flykten från Baltikum. Induss-Mucinieks är representerad vid Malmö museum, Waldemarsudde, Uplands konstförening och i Paris, Kapstaden samt Antwerpen. 